# Rezekne (distrito)
Rezekne (Letão: Rēzeknes rajons)) é um distrito da Letônia localizado na região de Latgale. Sua capital é a cidade de Rezekne.
A População é composta de letões 56,5%, russos 39,3 %, poloneses 1,3 % e outros 2,9 %.

## Cidades
- Rezekne
- Viļāni